# Grab der Genien (Mykene)

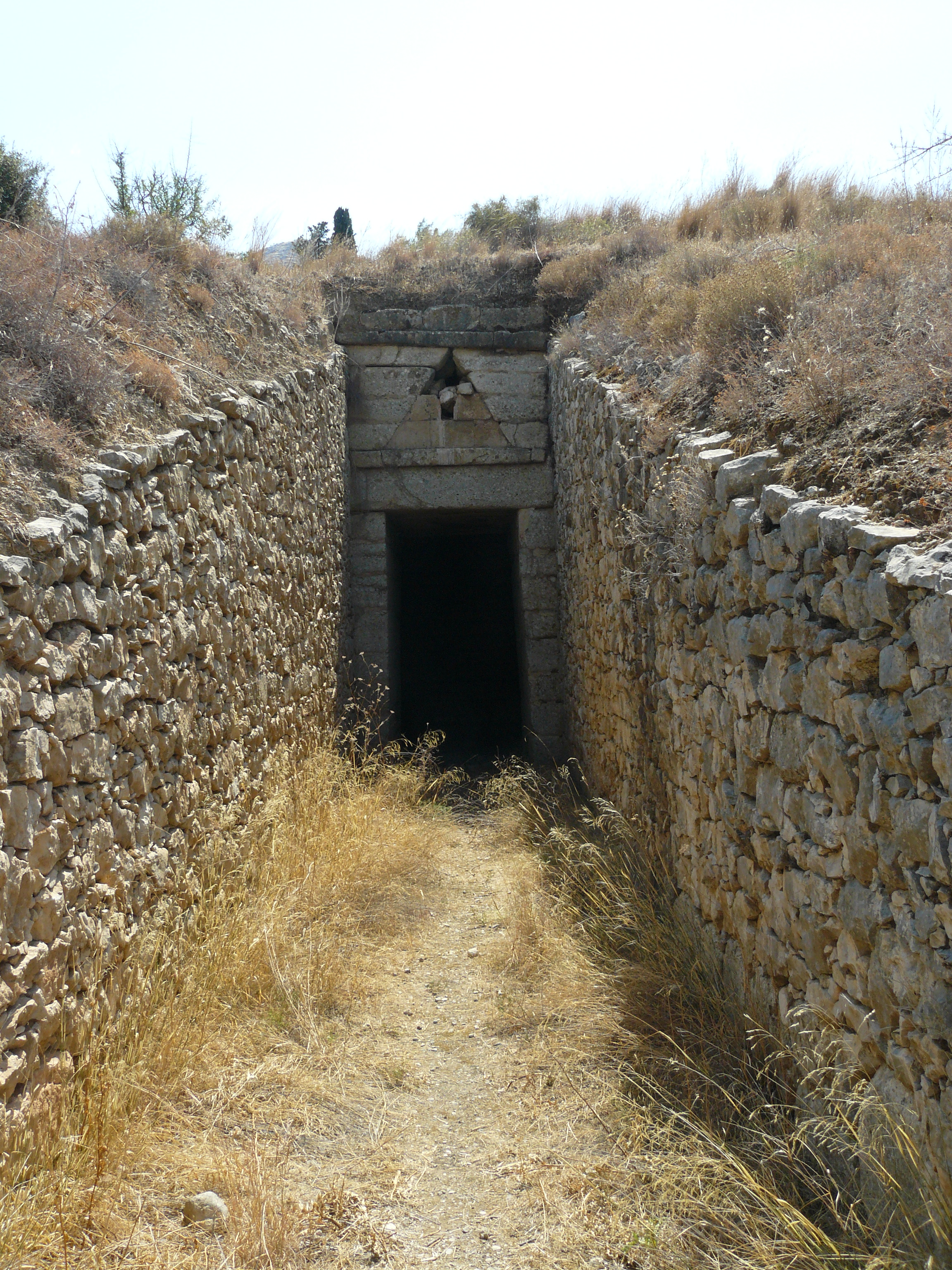
Dromos und Tor des Grabes der Genien

Das sogenannte Grab der Genien (griechisch Τάφος των Δαιμόνων) ist ein Tholosgrab in Mykene. Es wird auch Grab der Dämonen und Grab des Orestes genannt und liegt etwa 600 m westlich der Oberburg von Mykene. Es ist wie das Schatzhaus des Atreus noch komplett erhalten. Es ist das früheste der drei Gräber der dritten Tholos-Gruppe nach Alan Wace in Mykene. Benannt wurde das Grab nach Platten aus Glaspaste, die in dem Grab entdeckt wurden, die mit Genien verziert waren. Das Grab wurde 1896 von dem griechischen Archäologen Christos Tsountas entdeckt und von Alan Wace näher untersucht.

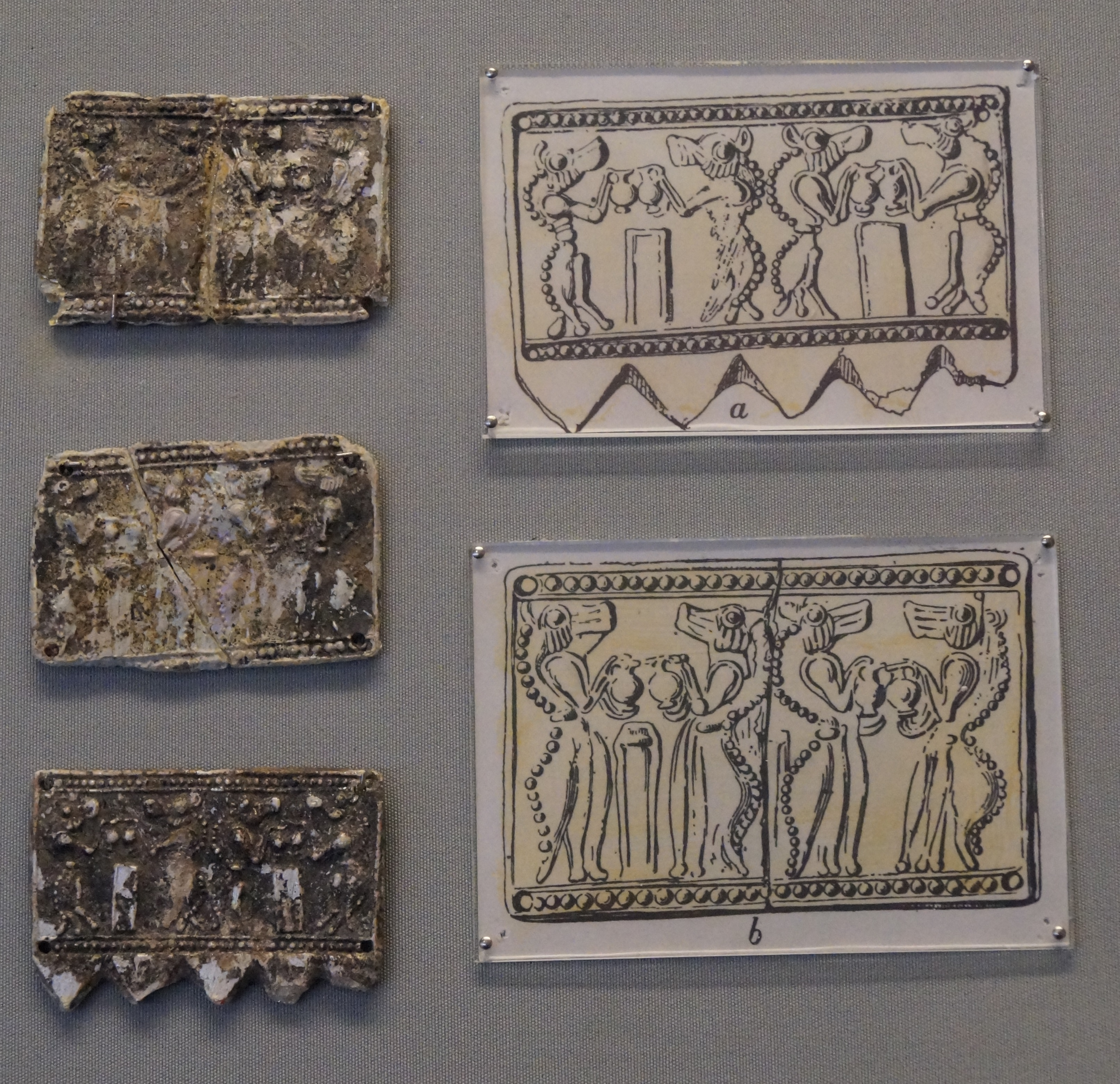
Mit Genien verzierte Platten aus Glaspaste aus dem Grab

Das Grab der Genien wurde um 1300 v. Chr. während des Späthelladikums (SH III B) errichtet. Der Dromos ist im Gegensatz zu dem Schatzhaus des Atreus nur aus kleinen, unbearbeiteten Feldsteinen errichtet. Der Torgang (Stomion) ist von zwei großen Decksteinen überdacht. Darüber befindet sich ein Entlastungsdreieck, das die Hauptlast auf die Seitenwände ablenkt, um so die Decksteine zu entlasten. Die Verkleidung dieses Entlastungsdreiecks ist bis heute sowohl innen als auch außen erhalten. Das Kuppelgrab selbst hat einen Durchmesser von 8,40 m und eine Höhe von etwa 8 m. Es wurde aus 30 Lagen waagerecht übereinander gemauerten Steinen ohne Verwendung von Mörtel in Form eines Bienenkorbs errichtet. Durch die Schichtung der Blöcke, die immer weiter nach innen versetzt sind, ergibt sich ein sogenanntes Falsches Gewölbe. Wie das Schatzhaus des Atreus wurde es aus Konglomeratgestein, das an Ort und Stelle vorkommt, errichtet. Im Innern erkennt man mehrere Gräber, die in den Boden gegraben wurden und mit dicken Decksteinen abgedeckt wurden. Die Gräber wurden bereits in der Antike ausgeraubt.
Die Bezeichnung Grab des Orestes ist völlig unbegründet gewählt. In der griechischen Mythologie starb Orestes in Arkadien und wurde in Tegea begraben. Außerdem wurde das Grab über 100 Jahre vor dem Tode dieses Herrschers, der, wenn es sich bei Orestes nicht um eine rein fiktiver Person handelt, vermutlich ins 12. Jahrhundert v. Chr. zu datieren ist, errichtet.
Etwa 70 m östlich des Grabes der Genien gibt es einige Schachtgräber.